# Дружний-до-геїв

Дружний-до-геїв (англ. Gay-friendly, часто використовується калька з англійської Гей-френдлі) — термін, яким позначаються заходи та заклади (наприклад, кав'ярні, бари, готелі, навчальні та медичні заклади, авіакомпанії та ін.). Ці заклади хоча і не орієнтовані виключно на гомосексуальну публіку, але терпимо та дружньо ставляться до ЛГБТ осіб. Іноді значення цього поняття поширюється і на трансгендерів.

## Концепція
Трьома найбільшими дружніми у світі стосовно ЛГБТ компаніями за підсумками дослідження, проведеного в 2009, були названі компанії British Telecom, IBM і Dow Chemical Company.
Такі організації надають, зазвичай, усім своїм співробітникам, які живуть з одностатевими партнерами, рівні права з гетеросексуальними парами. Наприклад, влітку 2010 року компанія Google почала платити своїм співробітникам, які живуть в одностатевих союзах, більшу зарплату у порівнянні з гетеросексуальними працівниками — як компенсацію за вищий податок на медстрахування, який доводиться платити одностатевим парам. В Кембриджі з 2011 року всім муніципальним службовцям, що перебувають в одностатевому шлюбі, виплачуватиметься спеціальна грошова допомога, що слугуватиме для покриття витрат, пов'язаних з федеральними податками на медичні пільги для одностатевих шлюбів.
Багато організацій об'єднуються в «дружні-до-геїв мережі». В рамках таких програм співробітники компаній навчаються специфіці роботи з клієнтами альтернативної сексуальної орієнтації.

## Гей-туризм
«Дружніми-до-геїв» називають навіть цілі гей-квартали, населені пункти та регіони, найбільш сприятливі для проживання або відпочинку геїв. Цей термін також часто використовується в сфері подорожей та туризму. Наприклад, американська авіакомпанія American Airlines навіть запустила окремий додаток до свого офіційного сайту, розрахований на подорожуючих геїв і лесбійок.
Згідно з опитуванням, проведеним в рамках десятирічної програми дослідження ринку послуг для ЛГБТ-спільноти Out Now Global LGBT2020 Study, найбільш комфортними для подорожей ЛГБТ-туристів є (за зменшенням ступеня комфортності): Нью-Йорк (США), Сідней (Австралія), Ріо-де-Жанейро (Бразилія), Париж (Франція), Сан-Франциско (США) і Лондон (Велика Британія). У списку країн, які гей-туристи хотіли б відвідати в першу чергу, лідирують США. За ними слідують Франція, Іспанія, Велика Британія та Італія. В опитуванні взяли участь 40 тисяч респондентів з 18 країн світу.

## Бізнес-ідея
Останніми роками концепція «гей-френдлі» стала бізнес-ідеєю. В Західній Європі багато кафе і бари позначені «райдужними прапорцями» — символом для ЛГБТ про те, що тут їм раді. Однак деякі компанії позиціонують себе як «гей-френдлі» лише як рекламний хід з метою залучення нових клієнтів, в той час, як співробітники цих компаній проявляють гомофобію та гидливість при роботі з ЛГБТ-клієнтами. Багато організацій, орієнтовані в першу чергу на ЛГБТ-публіку, використовують аналогічний термін «гетеро-френдлі» (англ. heterofriendly) для позначення дружності до гетеросексуальних клієнтів.